# Цуров
Цуров (нім. Zurow) — громада в Німеччині, розташована в землі Мекленбург-Передня Померанія. Входить до складу району Північно-Західний Мекленбург. Складова частина об'єднання громад Нойклостер-Варін.
Площа — 40,68 км2. Населення становить 1288 ос. (станом на 31 грудня 2020).

## Галерея

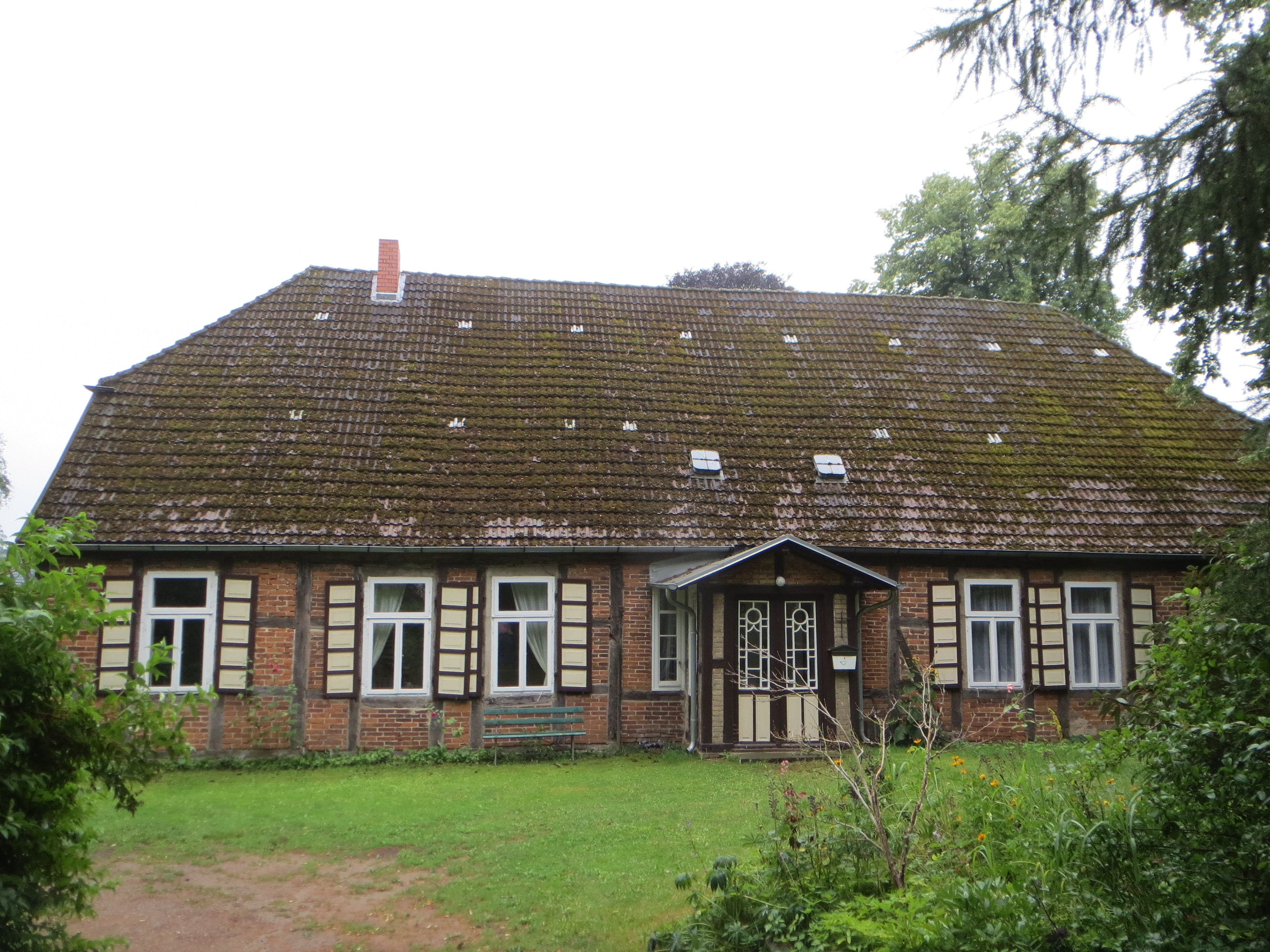
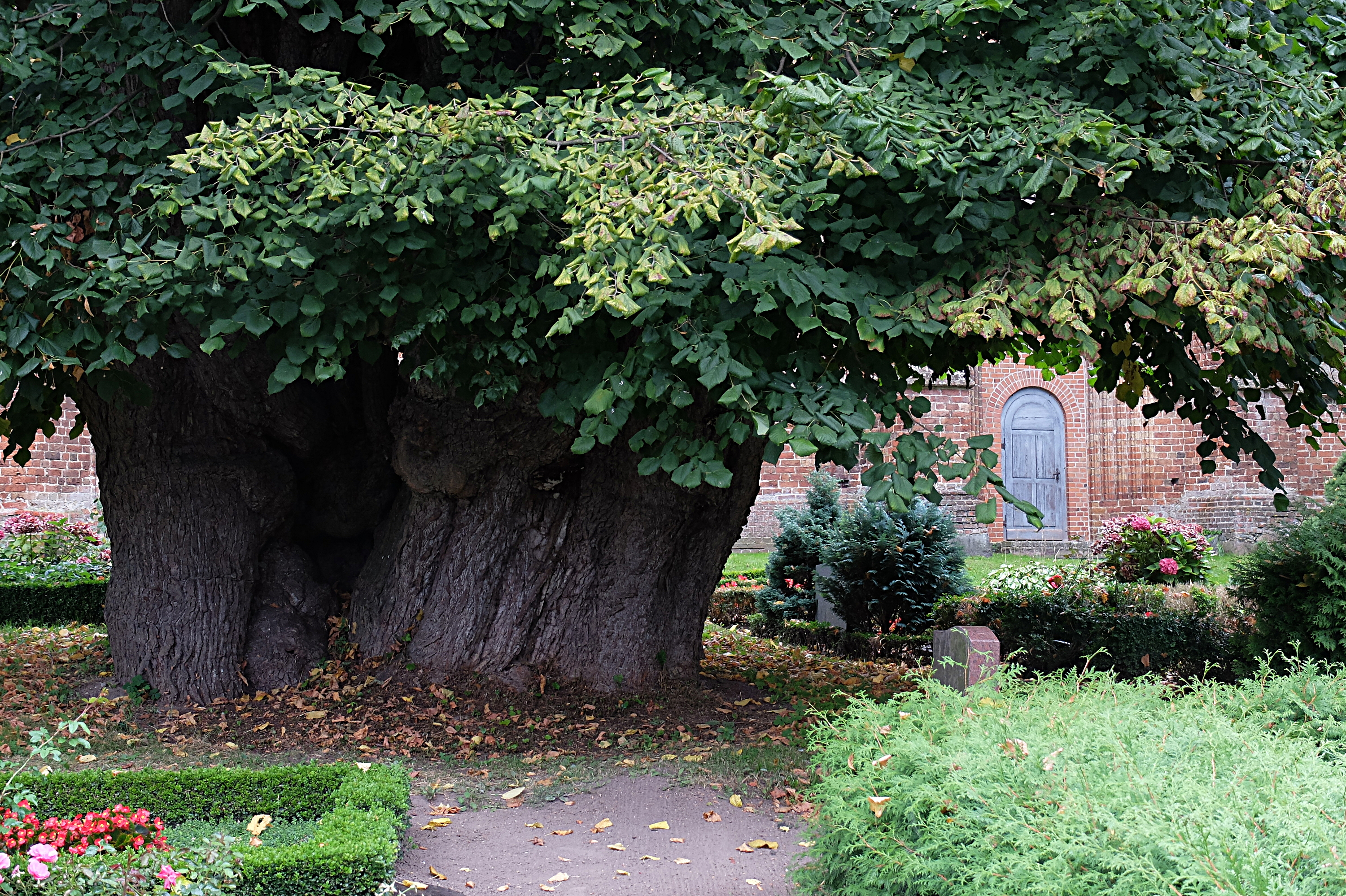